# Міст Марії-Пії
Мі́ст Марі́ї-Пі́ї (порт. Ponte de D. Maria Pia, МФА: [ˈpõ.tɨ dɨ . mɐ.ˈɾi.ɐ ˈpi.ɐ]) — залізничний міст у Португалії, у місті Порту, через річку Дору. Сполучає міста Порту та Віла-Нова-де-Гайя. Споруджений 1877 року за проєктом Гюстава Ейфеля. Названий на честь дружини короля Луїша I — Марії Пії Савойської. Національна пам'ятка Португалії (1982). Також — Марії́нський мі́ст (порт. Ponte Dona Maria).

## Історія
У 1875 оголошений конкурс на проєкт кращого моста, який би зміг скоротити шлях між містами на 12 км. Перемогла робота Гюстава Ейфеля, який запропонував найдешевший варіант з восьми. Будівництво почалося 5 січня 1876 і закінчилося 4 листопада 1877. Ейфель втілив при будівництві нові інженерні рішення в поєднанні металоконструкцій: міст усього в один проліт завдовжки 160 м переступає Дору, нависаючи над річкою на висоті 60 метрів. Протягом семи років цей міст тримав світову першість за довжиною прольоту.
У 1991 припинено його використання в якості переправи. Поруч споруджений новий міст Понте-де-Сан-Жуан, спроєктований інженером Едгаром Кардозу. Сам же Понті-ді-Дона-Марія-Піа отримав статус національного пам'ятника.